# Hyloscirtus bogotensis
Hyloscirtus bogotensis é uma espécie de anuro da família Hylidae endêmica da Colômbia. Seu habitat natural é de florestas subtropicais ou tropicais úmidas montanhosas, ou matagais tropicais ou subtropicais de altas altitudes, ou rios. Encontra-se ameaçado devido à destruição de seu habitat.